# Ähmäd Yusifov
Ähmäd Elşad oğlu Yusifov (azerbajdzjanska: Əhməd Elşad oğlu Yusifov), född 31 maj 1999, är en azerisk judoutövare.

## Karriär
Vid EM 2025 i Podgorica tog Yusifov brons i 60 kg-klassen efter att ha besegrat spanske Francisco Garrigós i bronsmatchen.